# OV Beachhandboll
OV Beachhandboll är en beachhandbollsturnering arrangerad av OV Helsingborg. Turneringen startade 2008 och har sedan starten hållits på stranden Fria bad i Helsingborg. Arrangemanget har successivt vuxit över åren och 2010 till 2012 hölls även svenska mästerskapen i beachhandboll under turneringen. År 2013 gästades turneringen av knappt 1 400 lag.

## Historik
Den första turneringen hölls mellan den 28 maj och 8 juni 2008 och lockade då 160 lag. OV Beachhandboll var den första turneringen i Sverige som även riktade sig till skolklasser och denna del av turneringen hölls den 28 maj till 5 juni. Därefter, mellan den 6 juni och 8 juni, hölls turneringen för idrottsföreningar. Det andra året införde man även en turnering för företagslag och totalt växte turneringen till 464 lag fördelat på 254 föreningslag, 194 skolklasslag och 16 företagslag. Inför turneringen 2010 utsågs OV Beachhandboll av Svenska Handbollsförbundet till arrangör av SM i beachhandboll för både seniorer och juniorer. Samma år ökade antalet deltagande lag till 768 med sammanlagt 7 500 spelare. Året därefter ökade deltagandet ytterligare och 2012 gästades turneringen av cirka 1 380 lag med sammanlagt 14 000 spelare, vilket gjorde arrangemanget till världens största beachhandbollsturnering sett till antal deltagande lag. Svenska mästerskapen arrangeras sedan 2013 under SM-veckan.

## Arrangemang
Turneringen hålls på stranden Fria bad nordost om Helsingborgs centrum och delas in i tre olika turneringar: en för idrottsföreningar, Företagscupen för företagslag och Skolturneringen för skolklasser. Idrottsföreningsturneringen är i sin tur indelad i klasser för ungdomslag till och med b-ungdom, a-ungdom och junior, motion dam/herr, senior dam/herr, samt elit dam/herr.